# Natasha Nice
Natasha Nice (Fontenay-sous-Bois, 28 luglio 1988) è un'attrice pornografica francese.

## Biografia e carriera pornografica
Nata a Fontenay-sous-Bois, in Francia, è cresciuta a Los Angeles, California, dove la famiglia si era trasferita quando aveva circa tre anni. Ha intrapreso la carriera da attrice pornografica nel 2006, a 18 anni, dopo essersi diplomata in una scuola privata a Hollywood, dove ha anche lavorato in un burger bar. Ha girato Black Mamba 1,  la sua prima scena per Platinum X.
Nel giugno 2009, venne arrestata, assieme ad altre cinque persone (tra cui Claire Dames), con l'accusa di atti osceni in luogo pubblico. Nel 2010 ha lanciato il suo sito mentre l'anno successivo ha posato per Penthouse.
Dopo una pausa dall'industria, nel 2016 ha annunciato il suo ritorno, rappresentata dalla casa LA Direct Models abbandonata poi dal 2018 per diventare free agent di se stessa.

## Riconoscimenti
- XBIZ Awards
  - 2019 – Web Star of the Year[11]
- XRCO Award
  - 2022 – Unsung Siren[12]
  - 2023 - Milf of the Year[13]
  - 2023 - Hall of Fame[14]

## Filmografia
- Black Mamba 1 (2006)

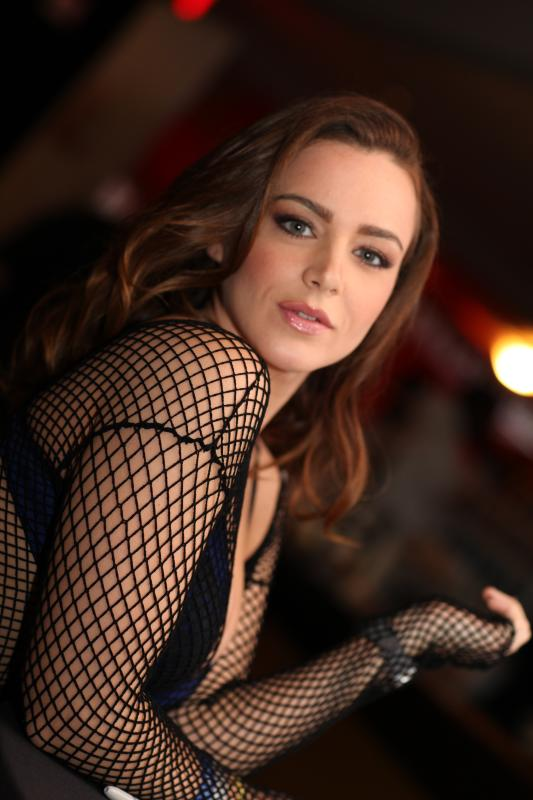
Natasha Nice a Las Vegas nel 2012

- Cum Stained Casting Couch 7 (2006)
- Swallow My Sperm POV 2 (2006)
- Teens With Tits 9 (2006)
- Young Girls With Big Tits 7 (2006)
- 3 Blowin Me 1 (2007)
- Andrew Blake X 2 (2007)
- Barely 18 38 (2007)
- Barely Legal 74 (2007)
- Barely Legal POV 1 (2007)
- Big Boobs the Hard Way 4 (2007)
- Big Breast Amateur Girls 5 (2007)
- Big Dicks Bouncing Tits 1 (2007)
- Big Giant Titties 4 (2007)
- Big Natural Breasts 10 (2007)
- Big Natural Titties (2007)
- Big Natural Titties 3 (2007)
- Big Naturals 4 (2007)
- Big Tits Round Asses 1 (2007)
- Big Titty Solos (2007)
- Big Wet Tits 4 (2007)
- Black Cock Addiction 3 (2007)
- Boob Bangers 4 (2007)
- Boobstravaganza 6 (2007)
- Boobzilla 1 (2007)
- Bring 'um Young 26 (2007)
- Busty College Coeds POV 2 (2007)
- Creampie Surprise 3 (2007)
- Destination Tonsils 1 (2007)
- Double Decker Sandwich 10 (2007)
- First Offense 21 (2007)
- Full Gallon Juggs 2 (2007)
- Gigantic Joggies 4 (2007)
- I Film Myself 3 (2007)
- I Like Black Boys 2 (2007)
- It Takes Two 2 (2007)
- It's a Mommy Thing 2 (2007)
- Jack's POV 10 (2007)
- Jack's POV 8 (2007)
- Juggernauts 7 (2007)
- Lesbian Training 6 (2007)
- Meet the Twins 7 (2007)
- More Cushion For The Pushin 1 (2007)
- Natural Knockers 8 (2007)
- Naturally Stacked 3 (2007)
- Naturally Yours 2 (2007)
- Nice Rack 15 (2007)
- Paste My Face 7 (2007)
- POV Casting Couch 19 (2007)
- POV Casting Couch 22 (2007)
- POV Fantasy 7 (2007)
- POV Pervert 8 (2007)
- Pussyman's Stocking Stuffers (2007)
- Racial Tension 2 (2007)
- Rain Coater's Point of View 7 (2007)
- Ridin' Dirty 2 (2007)
- Rookie Pussy 1 (2007)
- Scandalous Sluts 2 (2007)
- Share My Cock 7 (2007)
- She's Goin Down (2007)
- Smokin' Hot Hand Jobs 3 (2007)
- Super Naturals 6 (2007)
- Throat Jobs 4 (2007)
- Top Heavy Tarts 3 (2007)
- We Swallow 18 (2007)
- Whack Jobs 2 (2007)
- When Girls Play 5 (2007)
- 3 Blowin Me 2 (2008)
- Abominable Black Man 12 (2008)
- All Alone 3 (2008)
- Attack of the CFNM 1 (2008)
- Attack of the CFNM 2 (2008)
- Big Tit Patrol 6 (2008)
- Cheating Affairs (2008)
- Cougar Recruits 2 (2008)
- Couples Seduce Teens 10 (2008)
- Cum Buckets 8 (2008)
- Desperately Seeking Cock 2 (2008)
- Every Last Drop 6 (2008)
- First Time Ball Busters 2 (2008)
- Fuck My Tits 3 (2008)
- Get Reel (2008)
- Girlfriends 3 (2008)
- Great Big Tits 5 (2008)
- Head Case 3 (2008)
- In Love (2008)
- It's a Mommy Thing 3 (2008)
- Jack's All Stars 1 (2008)
- Meet the Twins 12 (2008)
- Night Trips: A Dark Odyssey (2008)
- Porn Valley Law (2008)
- We Swallow 19 (2008)
- Young Mommies Who Love Pussy (2008)
- 1st Annual Amateur Rookie Search 2 (2009)
- Bet On Black (2009)
- Big Natural Breasts 12 (2009)
- Big Naturals 12 (2009)
- Boobstravaganza 15 (2009)
- Cum Eating Cuckolds 9 (2009)
- Every Last Drop 9 (2009)
- Fetish Mansion (2009)
- Fuck a Fan 2 (2009)
- Fuck Truck 2 (2009)
- Gag Factor 31 (2009)
- Her First Older Woman 7 (2009)
- Holy Fuck It's Huge 6 (2009)
- Hustler's Lesbian Fantasies 2 (2009)
- It's Okay She's My Stepdaughter 2 (2009)
- Kissing Game 5 (2009)
- Mandingo Teen Domination 1 (2009)
- MILF and Honey 10 (2009)
- Mom and Dad Are Fucking My Friends 2 (2009)
- My Cumming Out (2009)
- Oh No! There's a Negro In My Daughter 3 (2009)
- Oh No! There's A Negro In My Mom 4 (2009)
- Pornstar Tweet (2009)
- POV Overdose 2 (2009)
- Schoolgirl Internal 1 (2009)
- Sex for Grades 1 (2009)
- Straight Guys for Gay Eyes: Bo Dean (2009)
- Teen Hitchhikers 22 (2009)
- Throated 20 (2009)
- Tinkle Time 3 (2009)
- Violation of Amy Starz (2009)
- Welcome to Boobsville (2009)
- Young and Nasty 4 (2009)
- Young Girls Next Door (2009)
- 12 Nasty Girls Masturbating 16 (2010)
- All Natural Nurses (2010)
- Asa Visits London (2010)
- Assmazons 2 (2010)
- Baby Fat 5 (2010)
- Babysitter 4 (2010)
- Big Dick Gloryholes 6 (2010)
- Boom Boom Flick 3 (2010)
- Busty Bartenders (2010)
- Cum Hunters 6 (2010)
- Deep Throat This 42 (2010)
- Engagement Party (2010)
- Fucking Machines 10557 (2010)
- Fucking Machines 11157 (2010)
- Fucking Machines 11159 (2010)
- Guilty Pleasures 2 (2010)
- Happy Ending Handjobs 2 (2010)
- I Can't Believe You Sucked a Negro 7 (2010)
- I Do It For The Money 3 (2010)
- I Have a Wife 11 (2010)
- In the Mix 1 (2010)
- Interracial Pickups 2 (2010)
- Kick Ass Chicks 88: Big Boobie Brunettes (2010)
- Masturbation Nation 8 (2010)
- My Ideal World (2010)
- Naughty Athletics 10 (2010)
- Naughty or Nice 1 (2010)
- Naughty or Nice 2 (2010)
- New Celluloid Trash 2 (2010)
- Organic Melons POV 2 (2010)
- Party Nymph (2010)
- Phuck Girl 7 (2010)
- POV Cocksuckers 11 (2010)
- POV Jugg Fuckers 3 (2010)
- Public Disgrace 10132 (2010)
- Real Big Tits 4 (2010)
- Reno 911: A XXX Parody (2010)
- Rocco's Bitch Party 2 (2010)
- Snort That Cum 2 (2010)
- Soaking Wet Mess (2010)
- Squirtamania 3 (2010)
- Sunny's Casting Couch: I Wanna Be a Porn Star (2010)
- Surreal Sex 1 (2010)
- There's Something Wrong With Mommy 4 (2010)
- This Ain't Cheaters XXX (2010)
- This Isn't Fast Times at Ridgemont High (2010)
- Tyler's Wood (2010)
- Very Creamy Christmas 3 (2010)
- We Suck 3 (2010)
- Woman's Touch 2 (2010)
- All Natural Perfect Tits (2011)
- Big Ass Cheerleaders 2 (2011)
- Big Boob Film School Dropouts (2011)
- Big League Squirters 2 (2011)
- Big League Squirters 3 (2011)
- Bounce 2 (2011)
- Dear Abby (2011)
- Fantasy Titjobs (2011)
- Girls Kissing Girls 7 (2011)
- Girls Kissing Girls 8 (2011)
- Happy Handies (2011)
- I Am London (2011)
- Legends and Starlets 5 (2011)
- Lesbian Adventures: Wet Panties Trib 1 (2011)
- Lesbian Adventures: Wet Panties Trib 2 (2011)
- Lesbian Babysitters 4 (2011)
- Lesbian Babysitters 5 (2011)
- Lesbian Spotlight: Sea J Raw (2011)
- Lesbian Truth or Dare 5 (2011)
- Love Is A Dangerous Game (2011)
- Pretty Titties (2011)
- Racked and Stacked 4 (2011)
- Ready Set Fuck (2011)
- Sex Sex Sex 1 (2011)
- Sister Wives XXX: A Porn Parody (2011)
- Sloppy Girl 2 (2011)
- Sloppy Girl 3 (2011)
- Sophie Dee's Getting That Pussy (2011)
- Sophie Dee's Pussy Adventures (2011)
- Strays 1 (2011)
- Surreal Sex 2 (2011)
- Surreal Sex 4 (2011)
- Titty Attack 2 (2011)
- Top Heavy Tarts 17 (2011)
- Watching My Daughter Go Black 4 (2011)
- 1 Girl 1 Camera (2012)
- Big League Squirters 6 (2012)
- College Girl Chronicles (2012)
- D+ Students 3 (2012)
- Dani Daniels' Fantasy Girls (2012)
- Don't Tell Daddy I Do Black Men 2 (2012)
- Gazongas 5 (2012)
- Girls Tribbing Girls: Big Round Bottoms (2012)
- Head Cases 2 (2012)
- I Am Natasha Nice (2012)
- I Have a Wife 21 (2012)
- KissMe Girl Explicit: Natasha Nice and Leilani Leeane (2012)
- Lesbian Spotlight: Natasha Nice (2012)
- Love Marriage and Other Bad Ideas (2012)
- Monsters of Cock 32 (2012)
- Mothers Teaching Daughters How To Suck Cock 11 (2012)
- Mouth Open And Eager to Please (2012)
- My Girlfriend Loves Girls 2 (2012)
- My Girlfriend's Busty Friend 1 (2012)
- Natural And Nasty (2012)
- Peter North's POV 41 (2012)
- Sluts Behind Bars (2012)
- Snort That Cum 9 (2012)
- Suck It Dry 10 (2012)
- Swallow This 26 (2012)
- Women Seeking Women 87 (2012)
- XXX-Mas Fun (2012)
- After School Special (2013)
- ATK Natural Jugs 3 (2013)
- Bound By Desire 3: a Property of Love (2013)
- Casting Couch Auditions (2013)
- Coat My Throat (2013)
- Dani Loves Girls (2013)
- Gazongas 10 (2013)
- I Love Nurses (2013)
- My Step Sister Squirts (2013)
- Racks On Racks (2013)
- Time to Score (2013)
- Triple Mania (2013)
- White Likes It Dark (2013)